# Feng Han
Feng Han (14 december 1985) is een Chinees voormalig professioneel wielrenner en mountainbiker. Hij reed drie seizoenen voor Skil-Shimano, maar wist in die periode geen overwinningen te boeken. In 2008 werd hij derde op het Chinese kampioenschap cross country bij de elite.
Wielerploegen van Feng Han
Beppu ·
Curvers ·
De Backer ·
Deroo ·
Docker ·
Doi ·
Eltink ·
Feng ·
Geschke ·
Goesinnen ·
Hivert ·
Houanard ·
van Hummel ·
Hupond ·
Ji · 
Jin ·
de Kort ·
Lemoine ·
Rooijakkers ·
Timmer ·
Veelers · 
Wagner ·
Antomarchi (stagiair) · 

de Jonge (stagiair) · 
Vissers (stagiair) 
Chaigneau ·
Cornu ·
Curvers ·
De Backer ·
Deroo ·
Docker ·
Doi ·
Feng ·
Geniez ·
Geschke ·
Goesinnen ·
Houanard ·
Huguet ·
van Hummel ·
Hupond ·
Ji · 
Jin ·
de Kort ·
Rooijakkers ·
Timmer ·
Veelers · 
Vissers · 
Wagner ·
Wilmann ·
Damuseau (stagiair) ·
van Zandbeek (stagiair)
Bonnin ·
Chaigneau ·
Curvers ·
Damuseau ·
De Backer ·
Docker ·
Doi ·
Feng ·
Fröhlinger ·
Geniez ·
Geschke ·
Huguet ·
van Hummel ·
Hupond ·
Ji · 
Kittel ·
Kluge ·
de Kort ·
Reimer ·
Sprick ·
Timmer ·
Veelers · 
van Zandbeek · 

Ludvigsson (stagiair) ·
Oostlander (stagiair) · 
Ries (stagiair)
Bonnin ·
Curvers ·
Damuseau ·
De Backer ·
Degenkolb ·
Doi ·
Dumoulin ·
Feng ·
Fröhlinger ·
Geniez ·
Geschke ·
Gretsch ·
Huguet ·
Hupond ·
Ji · 
Kittel ·
Klemme ·
Kluge ·
de Kort ·
Ludvigsson ·
Sinkeldam ·
Sprick ·
Stamsnijder ·
Timmer · 

Veelers · 
van Zandbeek ·
Ahlstrand (stagiair) ·
Barguil (stagiair) · 
Boswell (stagiair) 